# Barthea
Barthea é um género botânico pertencente à família Melastomataceae.